# Nieposłuszny kotek
Nieposłuszny kotek (ros. Непослушный котёнок) – radziecki krótkometrażowy film animowany z 1953 roku w reżyserii Mstisława Paszczenko oparty na motywach bajki Iwana Biełyszewa pt. Uparty kotek (ros. Упрямый котенок).

## Animatorzy
Michaił Botow, Nadieżda Priwałowa, Dmitrij Biełow, Faina Jepifanowa, Boris Czani, Fiodor Chitruk, Lidija Riezcowa, 
Boris Miejerowicz, Jelizawieta Komowa

## Nagrody
- 1954 – Brązowy medal na I Międzynarodowym Festiwalu Filmowym w Durbanie (RPA)